# Ладушкин
Ладу́шкин (бывший Лю́двигсорт, нем. Ludwigsort) — город в Калининградской области России, административный центр Ладушкинского городского округа.

## Этимология названия

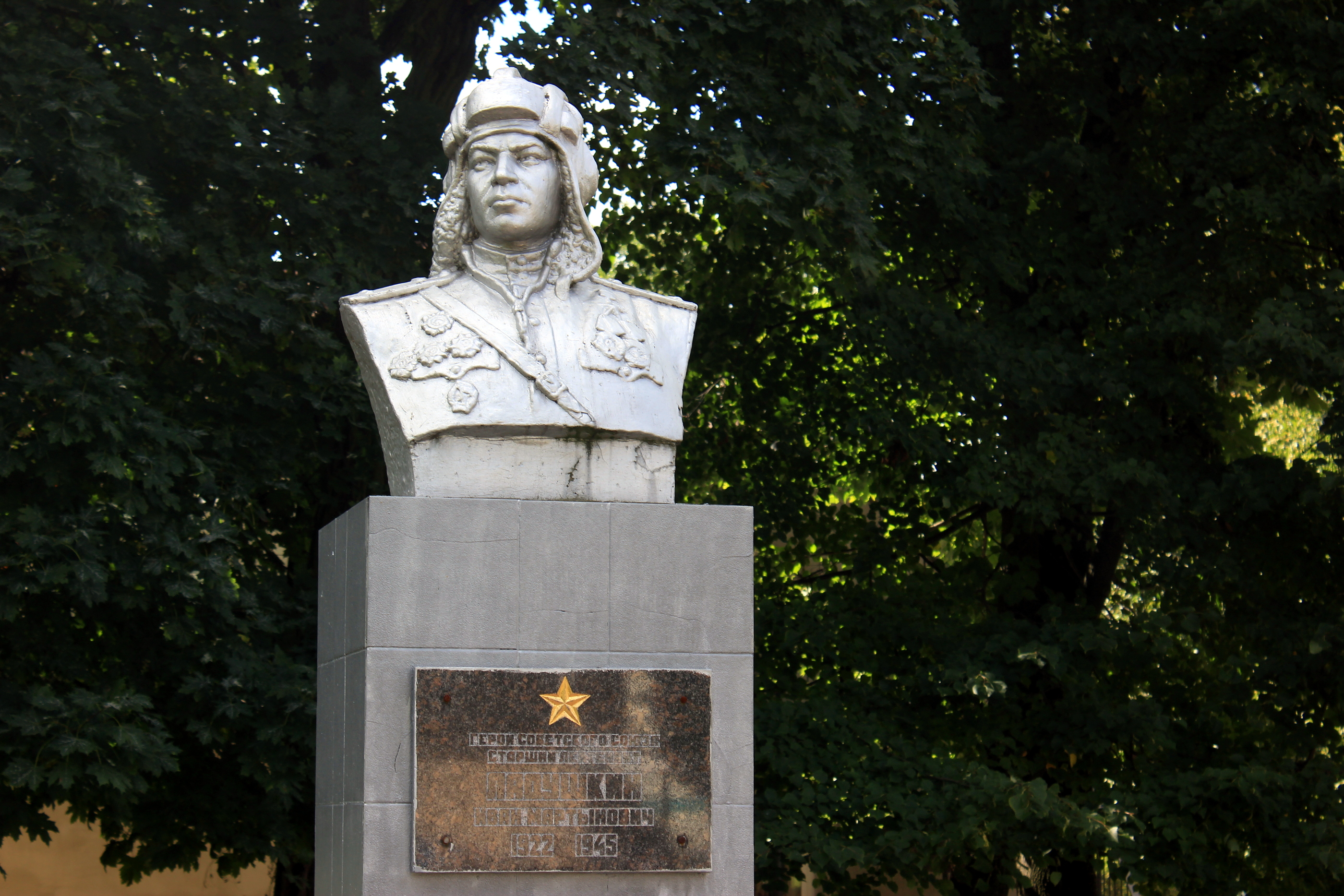
Памятник Ивану Ладушкину

Название Людвигсорт состоит из двух частей: Людвиг — личное имя, немецкое слово Ort означает «место, местность, город, деревня». 
Своё текущее название город получил в 1946 году, когда был переименован в честь Героя Советского Союза гвардии лейтенанта И. М. Ладушкина, погибшего недалеко от Людвигсорта в 1945 году и похороненного на городском кладбище.

## География
Ладушкин расположен в 28 км юго-западнее Калининграда неподалёку от Калининградского (Вислинского) залива Балтийского моря. Расположение на берегу Калининградского (Вислинского) залива сделало город центром туристических баз и домов отдыха. В Ладушкине расположена одноимённая станция Калининградской железной дороги на линии Калининград — Мамоново (польская граница). Через город проходит международная автомобильная трасса, по которой ходит автобус 117 до Калининграда.

## История
Поселение основано в 1314 году под названием Людвигсорт. Относится к исторической области древней Пруссии Вармия.
История современного поселения начинается с постройки в 1593 году здесь бумажной мельницы. 10 октября 1597 года маркграф Георг Фридрих, регент герцогства Пруссия, даровал её владельцу Кёнигсбергской бумажной мельницы Георгу Остербергеру. Последний незамедлительно продал новое имущество, и мельница меняла владельцев до 1709 года, когда её приобрел герцог Гольштейн-Бекский Фридрих Людвиг.
Новый владелец дал мельнице название Людвигсорт. С 1780 года бумажная мельница и её имение стали форверком поместья Шарлотенталь (Дубки).
В 1885 году население Людвигсорта составляло 175 человек. В 1894 году в Людвигсорте был построен железнодорожный вокзал на линии Диршау — Зеепотен (ныне посёлок Голубево Гурьевского района). До 1945 года находился в составе Германии (Восточная Пруссия).
Во время Второй мировой войны город был взят 18 марта 1945 года войсками 3-го Белорусского фронта в ходе Восточно-Прусской операции. По решению Потсдамской конференции был передан СССР и 7 сентября 1946 года был переименован в Ладушкин. С 7 сентября 1946 года по 12 декабря 1962 года был центром Ладушкинского района (бывший Хайлигенбайльский). С 1962 года входит в состав Багратионовского района.

## Население
| 1959  | 1970  | 1979  | 1989  | 1996  | 1998  | 2000  | 2001  | 2002  | 2005  | 2006  |
| ----- | ----- | ----- | ----- | ----- | ----- | ----- | ----- | ----- | ----- | ----- |
| 1651  | ↗2285 | ↗2871 | ↗3108 | ↗3300 | →3300 | →3300 | ↗3400 | ↗3796 | ↗3800 | →3800 |
| 2007  | 2008  | 2009  | 2010  | 2011  | 2012  | 2013  | 2014  | 2015  | 2016  | 2017  |
| →3800 | →3800 | ↗3904 | ↘3787 | ↗3800 | ↗3873 | ↗3884 | ↗3952 | ↗4068 | ↘4025 | ↘4007 |
| 2018  | 2019  | 2020  | 2021  | 2023  |       |       |       |       |       |       |
| ↘3937 | ↘3879 | ↗3886 | ↘3666 | ↘3634 |       |       |       |       |       |       |

На 1 января 2025 года по численности населения город находился на 1099-м месте из 1124 городов Российской Федерации.
Национальный состав
По итогам переписи населения 2020 года проживали следующие национальности (национальности менее 0,1 % и другое, см. в сноске к строке «Другие»):
| Национальность | Численность, чел. | Доля     |
| -------------- | ----------------- | -------- |
| Русские        | 3332              | 90,89 %  |
| Украинцы       | 49                | 1,34 %   |
| Белорусы       | 47                | 1,28 %   |
| Немцы          | 26                | 0,71 %   |
| Азербайджанцы  | 14                | 0,38 %   |
| Таджики        | 14                | 0,38 %   |
| Узбеки         | 7                 | 0,19 %   |
| Поляки         | 5                 | 0,14 %   |
| Казахи         | 5                 | 0,14 %   |
| Молдаване      | 4                 | 0,11 %   |
| Литовцы        | 4                 | 0,11 %   |
| Другие         | 159               | 4,33 %   |
| Итого          | 3666              | 100,00 % |

## Местное самоуправление
Окружной Совет депутатов;
Окружной Совет депутатов состоит из 10 депутатов, избираемых на муниципальных выборах сроком на 5 лет.
Главы муниципального образования;
- 2 сентября 2007 года на пост главы муниципалитета избран Олег Александрович Рассолов. 4 марта 2012 года глава был переизбран на второй срок[29].

Председатели исполнительного комитета Ладушкинского городского Совета народных депутатов
- январь 1963 — апрель 1965 Борисов Сергей Тимофеевич
- апрель 1965 — март 1967 Андреев Михаил Васильевич
- март — июль 1967 Ларченков Николай Федорович (погиб в автокатастрофе)
- август 1967 — октябрь 1968 Грондовский Юлиан Константинович
- октябрь 1968 — май 1975 Романовскова Нина Николаевна
- июнь 1975—1985 Венедиктов Валерий Семёнович
- 1985—1987 Куликова Юлия Александровна
- 1987 — июнь 1990 Глушков Станислав Трофимович
- июнь 1990 — январь 1992 Красиков Николай Николаевич

Главы администрации
- январь 1992 — ноябрь 1996 Красиков Николай Николаевич
- ноябрь 1996 — ноябрь 2004 Дурнев Николай Фёдорович
- ноябрь 2004 — март 2007 Дембицкий Станислав Борисович
- март — сентябрь 2007 Черемисин Анатолий Васильевич (исполняющий обязанности)
- сентябрь 2007 — январь 2015 Рассолов Олег Александрович (отстранен)
- январь — август 2015 Дятлов Игорь Викторович (исполняющий обязанности)
- с сентября 2015 года Дорошевич Максим Анатольевич (исполняющий обязанности)

## Экономика
Градообразующими предприятиями Ладушкина являются ЗАО «Береговой» и ЗАО «Ладушкинское». В городе развита торговля и сфера услуг, имеются несколько магазинов различной направленности. В городе есть одна общеобразовательная школа и три детских сада.

## Достопримечательности
В самом Ладушкине памятников истории практически не сохранилось, однако есть уникальный памятник природы — могучий дуб, которому около восьмисот лет. Дерево произрастает во дворе местного сырзавода.
Этот дуб и отображен на гербе города. В июле 2009 года в центре города установлен памятный знак, символизирующий могучую крону дуба. Родилась новая традиция: молодожёны приезжают к новому памятнику и на ограждающей его цепи вешают замок, как символ неразлучности.
- Храм Димитрия Солунского[32].
- Памятник И. М. Ладушкину.
- Мемориал павшим советским воинам (захоронено 862 воина).
- Крепость Бальга XIII века (посёлок Весёлое в 10 км юго-западнее Ладушкина)
- Дорога крестоносцев.
- Кирха (1938 года постройки), здание перестроено после войны. Ныне там располагается Центр культуры, досуга и отдыха.
- 800-летний дуб и современный памятник ему.